# Franco Basaglia
Franco Basaglia (* 11. marec 1924, † 29. avgust 1980) je bil italijanskii psihiater, nevrolog in profesor. Zagovarjal je ukinitev psihiatričnih bolnišnic in postal pionir koncepta o duševnem zdravju. Znan je kot utemeljitelj demokratične psihiatrije in velja ne le za najvplivnejšega italijanskega psihiatra 20. stoletja, temveč tudi za enega največjih psihiatrov sploh.
Basaglia se je v svojih zgodnjih letih zgledoval po eksistencialni psihiatriji. Ni hotel sprejeti ideje, da imajo duševne motnje biološke vzroke, temveč jih je videl v družbeno in kulturno ustvarjenih težavah. Najpomembnejša naloga psihiatrije bi torej morala biti pomoč bolnikom pri vključevanju v družbo, in ne zdravljenje ali prisilno zapiranje. V rimskem parlamentu je pripomogel k sprejetju zakona 180/1978 ki nosi njegovo ime (Legge Basaglia). Sledila je revizija psihiatričnih bolnišnic v Italiji in radikalne spremembe pri oskrbi bolnikov s psihiatričnimi težavami.
Velja za eno od odločilnih in zaslužnih osebnosti pri razvoju ideje o okrevanju v psihiatriji.

## Življenjepis
Rojen leta 1924 v Benetkah, kot drugi od treh otrok v družini srednjega razreda. Po maturi leta 1943 se je vpisal na študij medicine na Univerzo v Padovi. Zaradi druženja s skupino protifašističnih študentov je bil aretiran in nekaj mesecev pridržan v zaporih Italijanske socialne republike. Ob koncu druge svetovne vojne se je pridružil italijanski socialistični stranki in leta 1949 diplomiral. V univerzitetnem obdobju je poleg študija raziskoval filozofske teme in bral temeljne avtorje eksistencializma in fenomenologije, kar je pozneje močno vplivalo nanj.
Leta 1953 se je specializiral za živčne in duševne bolezni na nevropsihiatrični kliniki.
Leta 1958 je v Padovi dobil mesto predavatelja psihiatrije, a je zaradi svojih idej naletel na odpor v akademskem svetu. Tri leta kasneje je moral zaradi političnih in znanstvenih razlogov opustiti univerzitetno kariero in v Gorici prevzel vodenje psihiatrične bolnišnice. Realnost je bila šokantna. Paciente so imeli zaprte, stigmatizirane in marginalizirane. Mnogim se je pomračil um zaradi posledic vojne. Med njimi so bili mnogi Slovenci. Sorodniki so se jih zaradi predsodkov večinoma odpovedali in nanje pozabili.
Med izpopolnjevanjem pri terapevtski skupnosti Maxwell Jones v Angliji, je pridobil neinstitucionalne izkušnje na področju skrbi za duševno bolne. V Gorici je poskušal uresničiti tisto, s čimer je Jones pričel deset let prej. Togo in hierarhično strukturo psihiatrične bolnišnice spremeniti v bolj odprto in demokratično organizacijo. To je vključevalo odpravo fizičnega omejevanja, terapij z elektrošoki in zaklenjenih vrat na oddelkih. Pristop je preusmeril na človeški odnos zgolj s pomočjo terapij z zdravili. 
Brez razumevanja simptomov duševne bolezni ni bilo mogoče ohraniti vloge v procesu, ki se je končal z izključitvijo duševno bolnih, kot je predvideval institucionalni sistem. Preoblikovanje psihiatrične bolnišnice po Basagliinih sanjah je mesto težko sprejelo. Znotraj psihiatrične bolnišnice je ustanovil slikarske in gledališke delavnice, ustanovil je delovno zadrugo med pacienti, da bi jim omogočil opravljanje priznanih in plačanih del. Psihiatrično bolnišnico bi v končni fazi zaprli in jo nadomestili z mrežo zunanjih služb za pomoč osebam z duševnimi motnjami.
Leta 1968 je s svojo ženo Franco Ongaro uredil zbornik Zanikana institucija (L’istituzione negata). Poročilo, v katerem sta širši javnosti predstavila izkušnje iz psihiatrične bolnišnice v Gorici, je doseglo velik uredniški uspeh.
Avgusta 1971 je dobil položaj direktorja psihiatrične bolnišnice pri Sv. Ivánu (San Giovanni) v Trstu, dve leti kasneje pa je bilo mesto označeno kot pilotno območje za Italijo v raziskavi Svetovne zdravstvene organizacije o storitvah za duševno zdravje. Medtem je Basaglia ustanovil Democratic Psychiatry Society, z namenom reforme psihiatrije in s tem nadaljevanja širjenja antipsihiatrije v Italiji.
Leta 1972 so pacienti s posredovanjem dosegli, da so rešili življenje konju Marcu, namenjenemu za zakol in ga dobili v oskrbo. Novica je navdihnila Vittoria Basaglio, bratranca psihiatra, za izdelavo umetniškega dela Marco Cavallo, ki je bilo zgrajeno v bolnišničnih prostorih. Zgodba je imela močan simbolni pomen.
Zaradi zakonodajnih sprememb, ki jih je njegovo delovanje pospešilo, se je preselil v Rim, da bi prevzel vlogo regionalnega koordinatorja psihiatričnih služb. Svojih pobud ni mogel uresničiti, ker so se spomladi 1980 pojavili prvi simptomi bolezni, ki je v nekaj mesecih pripeljala do njegove smrti. Umrl je 29. avgusta 1980 na svojem domu v Benetkah, mestu, kjer se je rodil in kamor se je, tudi ko je delal drugje, vračal ob koncih tedna. Zakon 180 je še vedno v veljavi in ureja psihiatrično pomoč v Italiji, čeprav se nikoli ni v celoti uporabljal .
Franco Basaglia je pokopan na pokopališču San Michele na istoimenskem otoku v Beneški laguni.